# Aussonderungsrecht
Aussonderung ist ein Begriff aus dem deutschen Insolvenzrecht und beschreibt das Recht zur Ausgliederung von Gegenständen, weil sie nicht zur Insolvenzmasse gehören. Die Aussonderung findet Anwendung, wenn Gegenstände der Gesamtmasse hinzugerechnet wurden, die nicht im Eigentum des Schuldners, sondern eines Dritten stehen.
Zur Aussonderung autorisiert im Sinne von § 47 InsO ist der zum Besitz berechtigte Eigentümer. Er ist kein Insolvenzgläubiger.

## Besonderheiten und Abgrenzungen
Ein solches Aussonderungsrecht steht auch dem Vorbehaltseigentümer zu, so etwa einem Verkäufer, der seinem Kunden vor dessen Insolvenzeröffnung eine Sache unter Eigentumsvorbehalt verkauft hat, der Kaufpreis mithin noch nicht vollständig bezahlt ist. Hier besteht beim insolventen Kunden lediglich ein Anwartschaftsrecht. Der Insolvenzverwalter muss den vom Vorbehaltskauf erfassten Gegenstand an den Aussonderungsberechtigten ebenso herausgeben, wie dem Volleigentümer.
Im Gegensatz dazu hat nach Maßgabe des Gesetzes über die Zwangsversteigerung und die Zwangsverwaltung ein Gläubiger bei der Absonderung nach §§ 49 ff. InsO lediglich ein Recht auf Befriedigung aus Gegenständen, soweit sie der Zwangsvollstreckung in das unbewegliche Vermögen unterliegen (unbewegliche Gegenstände).
Der Aussonderungsberechtigte darf sich beim Insolvenzverwalter keinen eigenmächtigen Zutritt verschaffen. Andererseits ist der Insolvenzverwalter zur dem Berechtigten auskunftspflichtig. Der Aussonderungsanspruch richtet sich nach außerhalb des Insolvenzverfahrens geltenden zivilrechtlichen Vorschriften (§ 47 Satz 2 InsO). Verweigert der Insolvenzverwalter die Herausgabe, so erfolgt die Durchsetzung nach allgemeinem Zivilprozessrecht. Der Aussonderungsanspruch kann durch eine einstweilige Verfügung (z. B. durch Veräußerungs- oder Einziehungsverbot) gesichert werden. Im Fall der Zwangsvollstreckung steht dem Aussonderungsberechtigten die Drittwiderspruchsklage nach § 771 ZPO zu. 
Wurde ein aussonderungsberechtigter Gegenstand vor der Eröffnung des Insolvenzverfahrens vom Schuldner oder nach der Eröffnung vom Insolvenzverwalter unberechtigt veräußert, so kann der Aussonderungsberechtigte gemäß § 48 die Abtretung des Rechts auf die Gegenleistung verlangen, soweit diese noch aussteht. Ist die Gegenleistung bereits erbracht, kann er die Herausnahme der Gegenleistung aus der Insolvenzmasse verlangen, soweit sie noch in der Masse unterscheidbar vorhanden ist (Ersatzaussonderung).